# BC Arminia Leipzig
BC Arminia Leipzig was een Duitse voetbalclub uit Leipzig, Saksen.

## Geschiedenis
De club werd in 1903 opgericht en speelde in de schaduw van de grote clubs uit Leipzig. In 1926 promoveerde de club naar de hoogste klasse van Noordwest-Saksen en werd achtste op tien clubs. Ook het volgende seizoen werd de club achtste. In 1928/29 werd de club met vijf punten achterstand op SV Viktoria 03 Leipzig laatste en degradeerde. De club slaagde er niet meer in om terug te promoveren.
Na de invoering van de Gauliga in 1933 belandden de meeste clubs uit Leipzig in de tweede klasse, waardoor de concurrentie nog groter werd.
Na de Tweede Wereldoorlog werden alle Duitse voetbalclubs opgeheven. BC Arminia werd niet meer heropgericht.